# Tây Vực

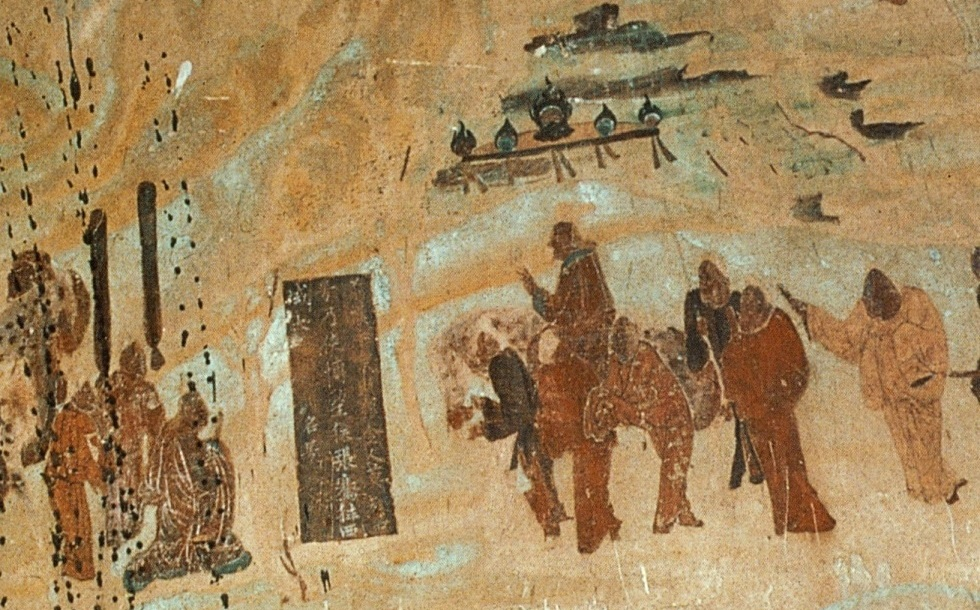
Trương Khiên đi Tây Vực (bích họa ở Đôn Hoàng).

Tây Vực (chữ Hán: 西域, bính âm: Xi-yu hoặc Hsi-yu) là cách người Trung Quốc ngày xưa gọi các nước nằm ở phía Tây của Trung Quốc. Nó được ghi chép trong các biên niên sử Trung Hoa từ khoảng thế kỷ 3 TCN tới thế kỷ 7 và để nói tới khu vực ở phía tây Ngọc Môn quan và Dương quan, phần lớn là để chỉ Trung Á hay là phần phía đông nhất của nó, nghĩa là khu vực bồn địa Tarim. Đến thời nhà Đường thì người ta gọi nó là Thích Tây (碛西).
Không rõ người Trung Quốc bắt đầu dùng từ Tây Vực với nghĩa trên từ thời nào. Sách Sử ký của Tư Mã Thiên có đề cập đến các nước ở phía tây, nhưng không gọi họ là Tây Vực. Sách Hán thư, phần Tây Vực truyện có lẽ là tài liệu đầu tiên dùng từ Tây Vực. Mặc dù phần Tây Vực truyện của Hán thư khi đề cập đến khu vực còn nhắc tới cả những nước mà ngày nay chính là Kyrgyzstan, Ấn Độ, Iran, v.v... song theo miêu tả về địa lý của Tây Vực trong sách này, thì Tây Vực được bao bọc bởi những dãy núi lớn, giữa có sông, khoảng cách Đông-Tây chừng hơn 6.000 dặm, khoảng cách Bắc-Nam khoảng hơn 1.000 dặm. Như vậy, Tây Vực theo Hán thư có thể chính là bồn địa Tarim ở Tân Cương. Sau này, các chính sử Trung Quốc đều đề cập đến Tây Vực mà phạm vi địa lý không khác gì Hán thư đã miêu tả.
Vào thế kỷ 18, nhà Thanh đã chinh phục hoàn toàn Tây Vực và đặt nó dưới sự quản lý hành chính của chính quyền trung ương Trung Quốc. Năm 1884, khu vực này được đặt thành một tỉnh của Trung Quốc, chính là Tân Cương.

## Danh sách các quốc gia tại Tây Vực
Theo Hán thư, phần Tây Vực truyện, thời Hán Vũ Đế thì khu vực này có 36 quốc gia nhưng về sau do phân liệt mà chia ra thành trên 50 quốc gia. Bảng dưới đây chỉ liệt kê một số quốc gia trong khu vực này.
| Tên nước              | Nay là                                                 | Hưng thịnh | Diệt vong | Nguyên nhân             |
| --------------------- | ------------------------------------------------------ | ---------- | --------- | ----------------------- |
| Thiện Thiện (Lâu Lan) | Nhược Khương, Tân Cương                                |            |           | Có tranh cãi            |
| Nhược Khương          | Đông nam huyện Nhược Khương                            |            |           |                         |
| Ô Xá                  | Khoảng 150 km phía tây nam huyện Tháp Thập Khố Nhĩ Càn |            |           |                         |
| Tây Dạ                | Phía nam huyện Diệp Thành                              |            |           |                         |
| Tử Hợp                | Tây nam Tân Cương                                      |            |           |                         |
| Quyên Độc             | Khoảng 100 km phía tây huyện Ô Kháp                    |            |           |                         |
| Tiểu Uyên             |                                                        |            |           | Bị Thiện Thiện sáp nhập |
| Tinh Tuyệt            |                                                        |            |           | Bị Thiện Thiện sáp nhập |
| Thả Mạt               |                                                        |            |           | Bị Thiện Thiện sáp nhập |
| Vu Điền               | Phụ cận Hòa Điền                                       |            |           | Bị nhà Đường chiếm      |
| Nhung Lô              |                                                        |            |           | Bị Vu Điền sáp nhập     |
| Trữ Di                |                                                        |            |           | Bị Vu Điền sáp nhập     |
| Cừ Lặc                |                                                        |            |           | Bị Vu Điền sáp nhập     |
| Bì Sơn                |                                                        |            |           | Bị Vu Điền sáp nhập     |
| Tam Phong             |                                                        |            |           |                         |
| Quy Từ                | Phụ cận Hòa Điền                                       |            |           | Bị nhà Đường chiếm      |
| Cô Mặc                |                                                        |            |           | Bị Quy Từ sáp nhập      |
| Ôn Túc                |                                                        |            |           | Bị Quy Từ sáp nhập      |
| Úy Đầu                |                                                        |            |           | Bị Quy Từ sáp nhập      |
| Y Tuần                |                                                        |            |           |                         |
| Lâm Nhung             |                                                        |            |           |                         |
| Sơ Lặc                | Khách Thập                                             |            |           | Bị nhà Đường chiếm      |
| Toa Xa                |                                                        |            |           | Bị Sơ Lặc sáp nhập      |
| Kiệt Thạch            |                                                        |            |           | Bị Sơ Lặc sáp nhập      |
| Yên Kì                | Huyện Yên Kì                                           |            |           | Bị nhà Đường chiếm      |
| Nguy Tu               |                                                        |            |           | Bị Yên Kì sáp nhập      |
| Úy Lê                 |                                                        |            |           | Bị Yên Kì sáp nhập      |
| Sơn                   |                                                        |            |           | Bị Yên Kì sáp nhập      |
| Cao Xương             | Bồn địa Thổ Lỗ Phan                                    |            |           | Bị nhà Đường chiếm      |
| Xa Sư                 | Huyện Cát Mộc Xa Nhĩ và bồn địa Thổ Lỗ Phan            |            |           | Bị Cao Xương chiếm      |